# Échenoz-la-Méline
Échenoz-la-Méline ist eine französische Gemeinde im Département Haute-Saône in der Region Bourgogne-Franche-Comté. Sie gehört zum Agglomerationsraum Vesoul.

## Geographie
Échenoz-la-Méline liegt auf einer Höhe von 240 m über dem Meeresspiegel, etwa zweieinhalb Kilometer südwestlich der Stadt Vesoul (Luftlinie). Das Dorf erstreckt sich im zentralen Teil des Departements, in einem Talkessel am südlichen Rand des Beckens von Vesoul, zwischen den Höhen des Bois des Breuleux im Westen und des Mont Cita im Osten.
Die Fläche des 8,09 km² großen Gemeindegebiets umfasst einen Abschnitt im Bereich des Beckens von Vesoul. Der zentrale Teil des Gebietes wird vom nach Norden offenen Talkessel von Échenoz eingenommen. Er weist eine Breite von ungefähr einem Kilometer auf und wird durch den Ruisseau de la Fontaine au Diable (auch Ruisseau de la Méline) zum Durgeon entwässert. Nach Norden reicht das Areal in die Alluvialebene des Durgeon bei Vesoul hinaus. Diese Ebene liegt durchschnittlich auf 215 m.
Auf drei Seiten ist der Talkessel von Échenoz von steilen Hängen umgeben, deren Oberkante an verschiedenen Orten von Felstürmen (Roches des 12 Apôtres), Felsnasen und Vorsprüngen gekennzeichnet ist. In diesem Bereich gibt es mehrere Höhlen, insbesondere die Grotte de la Baume und die Grotte de Solborde. Die Steilhänge leiten zu den Hochflächen der Hügellandschaft zwischen den Tälern von Saône und Ognon über, die teils bewaldet, teils mit Acker- und Wiesland bestanden sind. Westlich von Échenoz verläuft die Grenze über die Höhe des Bois des Breuleux (434 m), östlich über das Plateau des Mont Cita (386 m). Mit 447 m wird im Bois de Maurogeux die höchste Erhebung von Échenoz-la-Méline erreicht. Ganz im Süden bildet der Grand Bois de Vellefaux die Abgrenzung.
Während am unteren Hang um Échenoz kalkige und sandig-mergelige Sedimente der unteren Jurazeit (Lias) hervortreten, bestehen die Höhenzüge aus widerstandsfähigem Kalkgestein der mittleren Jurazeit.
Zu Échenoz-la-Méline gehören die Siedlungen Pont-lès-Vesoul (225 m) im Talbecken des Durgeon am Stadtrand von Vesoul und La Providence (320 m) auf der Höhe östlich des Talkessels von Échenoz. Nachbargemeinden von Échenoz-la-Méline sind Vesoul im Norden, Navenne und La Demie im Osten, Vallerois-Lorioz im Süden sowie Andelarrot und Noidans-lès-Vesoul im Westen.

## Geschichte
Das Gebiet von Échenoz kann auf eine sehr lange Besiedlungsgeschichte zurückblicken. Die frühesten Zeugnisse der Anwesenheit des Menschen stammen aus dem Paläolithikum. In der Grotte de la Baume wurden Knochen und Werkzeuge aus dieser Zeit gefunden. Ausgrabungen auf dem Plateau des Mont Cita (auch Camp de César) förderten Überreste eines bronzezeitlichen Siedlungsplatzes zutage. Münzen aus der Römerzeit und Funde aus der Merowingerzeit lassen auf eine kontinuierliche Besiedlung dieses Ortes schließen.
Erstmals urkundlich erwähnt wird Échenoz im Jahr 1174 unter dem Namen Escheno-la-Melinam. Im Mittelalter gehörte das Dorf zur Freigrafschaft Burgund und darin zum Gebiet des Bailliage d’Amont. Zusammen mit der Franche-Comté gelangte das Dorf mit dem Frieden von Nimwegen 1678 definitiv an Frankreich. Bis 1766 gehörte Échenoz zur Pfarrei Pont-lès-Vesoul, das heute einen Ortsteil der Gemeinde bildet. Hier befand sich die ursprüngliche Kirche, die mittlerweile nicht mehr existiert. Heute ist Échenoz-la-Méline Mitglied des 19 Ortschaften umfassenden Gemeindeverbandes Communauté de communes de l’agglomération de Vesoul.

## Sehenswürdigkeiten
Die Kirche Saint-Martin wurde 1774 erbaut und besitzt eine Statue der heiligen Anna aus dem 16. Jahrhundert. Auch zur Ausstattung der Kapelle Notre-Dame de Solborde gehört eine Statue aus dem 16. Jahrhundert. Auf dem Dorfplatz von Échenoz steht ein Lavoir, das 1833 als Brunnen angelegt, 1906 umgestaltet und 1910 überdacht wurde.

## Bevölkerung
| Jahr                       | 1901 | 1931 | 1962 | 1968 | 1975 | 1982 | 1990 | 1999 | 2006 | 2017 |
| Einwohner                  | 1188 | 1955 | 2029 | 2268 | 2660 | 2518 | 2445 | 2741 | 2974 | 3231 |
| Quellen: Cassini und INSEE |      |      |      |      |      |      |      |      |      |      |

Mit 3187 Einwohnern (1. Januar 2022) gehört Échenoz-la-Méline zu den größeren Gemeinden des Départements Haute-Saône. Nachdem die Einwohnerzahl in der zweiten Hälfte des 19. und zu Beginn des 20. Jahrhunderts lange Zeit bei ungefähr 1000 bis 1200 Personen gelegen hatte, wurde zwischen 1920 und 1930 ein erstes starkes Wachstum verzeichnet. In dieser Zeit hat sich die Einwohnerzahl fast verdoppelt. Einer Periode der Stagnation folgte von 1962 bis 1975 erneut ein Bevölkerungswachstum. Anschließend wurde ein kontinuierlicher langsamer Rückgang der Bevölkerungszahl beobachtet. Seit 1990 ist die Einwohnerzahl jedoch wieder im Wachsen begriffen. Das Siedlungsgebiet von Échenoz-la-Méline ist heute mit denjenigen von Vesoul, Noidans-lès-Vesoul und Navenne beinahe lückenlos zusammengewachsen.

## Wirtschaft und Infrastruktur
Échenoz-la-Méline war noch bis ins 20. Jahrhundert hinein ein vorwiegend durch die Landwirtschaft (Ackerbau, Weinbau und Viehzucht) geprägtes Dorf. Im Gegensatz zu den anderen Gemeinden der Agglomeration Vesoul wurden in Échenoz-la-Méline keine größeren Industrie- und Gewerbezonen geschaffen. Heute gibt es hier verschiedene Betriebe des Klein- und Mittelgewerbes, vor allem in den Branchen Baugewerbe und Heizungsbau, ferner Dienstleistungsunternehmen und Betriebe des Einzelhandels. In den letzten Jahrzehnten hat sich das Dorf zu einer Wohngemeinde gewandelt. Viele Erwerbstätige sind deshalb Wegpendler, die in den anderen Ortschaften der Agglomeration Vesoul ihrer Arbeit nachgehen.
Die Ortschaft ist verkehrstechnisch gut erschlossen. Sie ist an das überregionale Straßennetz mit den Hauptstraßen N19 (Belfort – Vesoul – Langres) und N57 (Vesoul – Besançon) angebunden. Weitere Straßenverbindungen bestehen mit Noidans-lès-Vesoul und Velleguindry. Échenoz-la-Méline ist durch eine Buslinie mit der Stadt Vesoul verbunden.

## Städtepartnerschaften
Échenoz-la-Méline unterhält eine Städtepartnerschaft mit der Kleinstadt Gefell im deutschen Bundesland Thüringen.

## Persönlichkeiten
- Bérenger de Miramon Fitz-James (1875–1952), Mäzen und Musikschriftsteller
- Stéphane Peterhansel (* 1965), Rallye-Raid Fahrer